# Cratere Swasey
Swasey è un cratere lunare di 24,85 km situato nella parte sud-orientale della faccia visibile della Luna.